# Kix (álbum)
Kix es el álbum debut homónimo de la banda de Hard Rock y Glam Metal Kix. Fue lanzado en 1981 por Atlantic Records.

## Lista de canciones
1. "Atomic Bombs" (3:45) (Purnell)
2. "Love at First Sight" (2:42) (Forsythe/Whiteman)
3. "Heartache" (3:16) (Purnell)
4. "Poison" (3:46) (Purnell)
5. "The Itch" (4:26) (Purnell)
6. "Kix Are for Kids" (4:16) (Purnell)
7. "Contrary Mary" (3:10) (Forsythe/Purnell/Chalfant/Younkins/Whiteman)
8. "The Kid" (3:54) (Purnell)
9. "Yeah, Yeah, Yeah" (6:57) (Forsythe/Purnell/Chalfant/Younkins/Whiteman)

## Miembros
- Steve Whiteman – voz
- Brian Forsythe – guitarra solista
- Ronnie Younkins – guitarra rítmica
- Donnie Purnell – bajo eléctrico, coros , teclado
- Jimmy Chalfant – Batería, Percusión, coros